# Aleksandras Algirdas Abišala

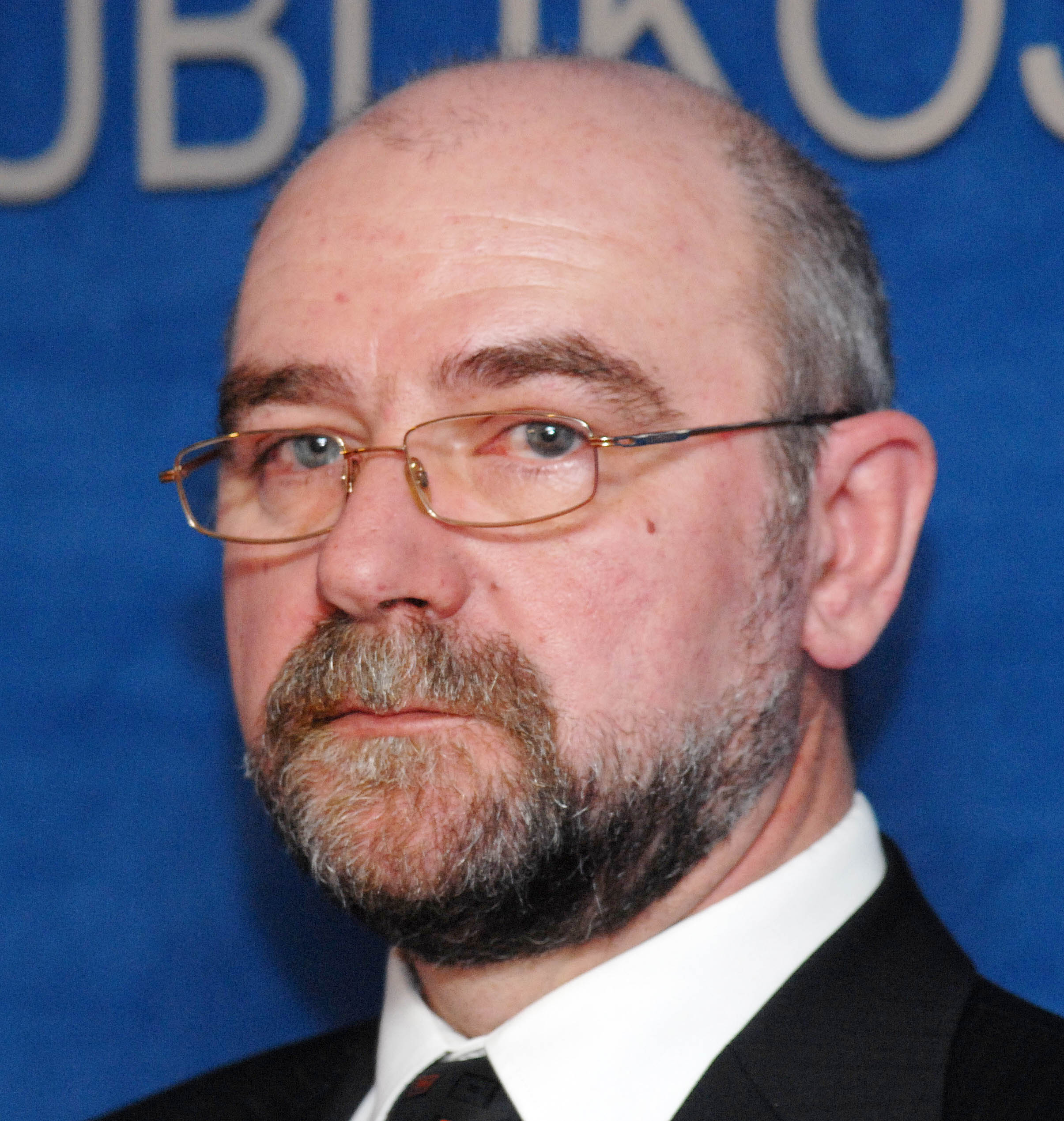
Abišala im März 2008

Aleksandras Algirdas Abišala (* 28. Dezember 1955 in Inta, Sowjetunion) ist ein litauischer Politiker und Unternehmensberater. 1992 war er für einige Monate Premierminister des Landes.

## Leben
Aleksandras Abišala absolvierte das Physikstudium an der Physikfakultät der Universität Vilnius. Er arbeitete aktiv in der politischen Bewegung Sąjūdis und wurde in das litauische Parlament gewählt. Von 1990 bis 1992 war er Deputat des Seimas.
Vom 21. Juli bis 2. Dezember 1992 war er Premierminister Litauens sowie Minister ohne Portefeuille.
Nach der politischen Karriere gründete Abišala das Consulting-Unternehmen „A. Abišala ir partneriai“.